# Glaucocharis fijiensis
Glaucocharis fijiensis là một loài bướm đêm trong họ Crambidae.